# Ла-Ферте-Масе
Ла-Ферте-Масе (фр. La Ferté-Macé) — коммуна на северо-западе Франции, находится в регионе Нормандия, департамент Орн, округ Аржанатан. Центр одноименного кантона. Расположена в 44 км к северо-востоку от Алансона и в 76 к югу от Кана, в 28 км от автомагистрали А88, в середине Анденского леса.
С 12 января 2016 года в состав коммуны Ла-Ферте-Масе вошла коммуна Антуаньи кантона Маньи-ле-Дезер.
Население (2018) — 5 207 человек.

## История
Масе был основан в начале XI века и назван по имени своего владельца, сеньора Ферте, одного из сподвижников Вильгельма Завоевателя. Замок, построенный в Ферте-Масе, входил в пояс укреплений, предназначенный для защиты герцогства Нормандского от соседей — королей Франции и герцогов Анжуйских. После завоевания Нормандии в 1205 году королем Филиппом II Августом город становится частью королевских владений. К XV веку Ферте-Масе утерял стратегическое значение, и местный замок был разрушен.
В XVIII веке город получил новый импульс развития, став важным региональным центром текстильной промышленности. В 1856 году Ла-Ферте-Масе пытался заполучить железную дорогу, прокладываемую из Парижа в Гранвиль на побережье Ла-Манша, но проиграл в споре с Флером, и железная дорога прошла через этот город, бывший конкурентом Ла-Ферте-Месе. Только через 13 лет было построено ответвление на Ла-Ферте-Масе из Бриуза, но это не спасло ситуацию — Флер победил в конкурентной борьбе и продолжил процветать, в отличие от Ла-Ферте-Масе.

## Достопримечательности
- Церковь Нотр-Дам середины XIX века в неовизантийском стиле
- Колокольня разрушенной средневековой романской церкви

## Экономика
Структура занятости населения:
- сельское хозяйство — 2,4 %
- промышленность — 16,4 %
- строительство — 4,8 %
- торговля, транспорт и сфера услуг — 32,3 %
- государственные и муниципальные службы — 44,1 %

Уровень безработицы (2018) — 17,4 % (Франция в целом —  13,4 %, департамент Орн — 10,4 %). 

Среднегодовой доход на 1 человека, евро (2018) — 18 910 (Франция в целом — 21 730, департамент Орн — 20 140).

## Демография
Динамика численности населения, чел.

## Администрация
Пост мэра Ла-Ферте-Масе с 2020 года занимает Мишель Леруэр (Michel Leroyer). На муниципальных выборах 2020 года возглавляемый им центристский список победил во 2-м туре, получив 51,31 % голосов.
| Период | Период | Фамилия         | Партия                  | Примечания                                       |
| ------ | ------ | --------------- | ----------------------- | ------------------------------------------------ |
| 1977   | 1995   | Ив Ле Пап       | Социалистическая партия |                                                  |
| 1995   | 2008   | Жан-Марк Мемуди | Разные правые           |                                                  |
| 2008   | 2020   | Жак Дальмон     | Разные левые            | директор филиала автотранспортной компании Nemus |
| 2020   |        | Мишель Леруэр   | Разные центристы        | государственный служащий                         |

## Города-побратимы
- Ладлоу, Великобритания
- Нойштадт-ам-Рюбенберге, Германия
- Сен-Морис, Канада
- Савуэн-Биффеш, Сенегал

## Галерея

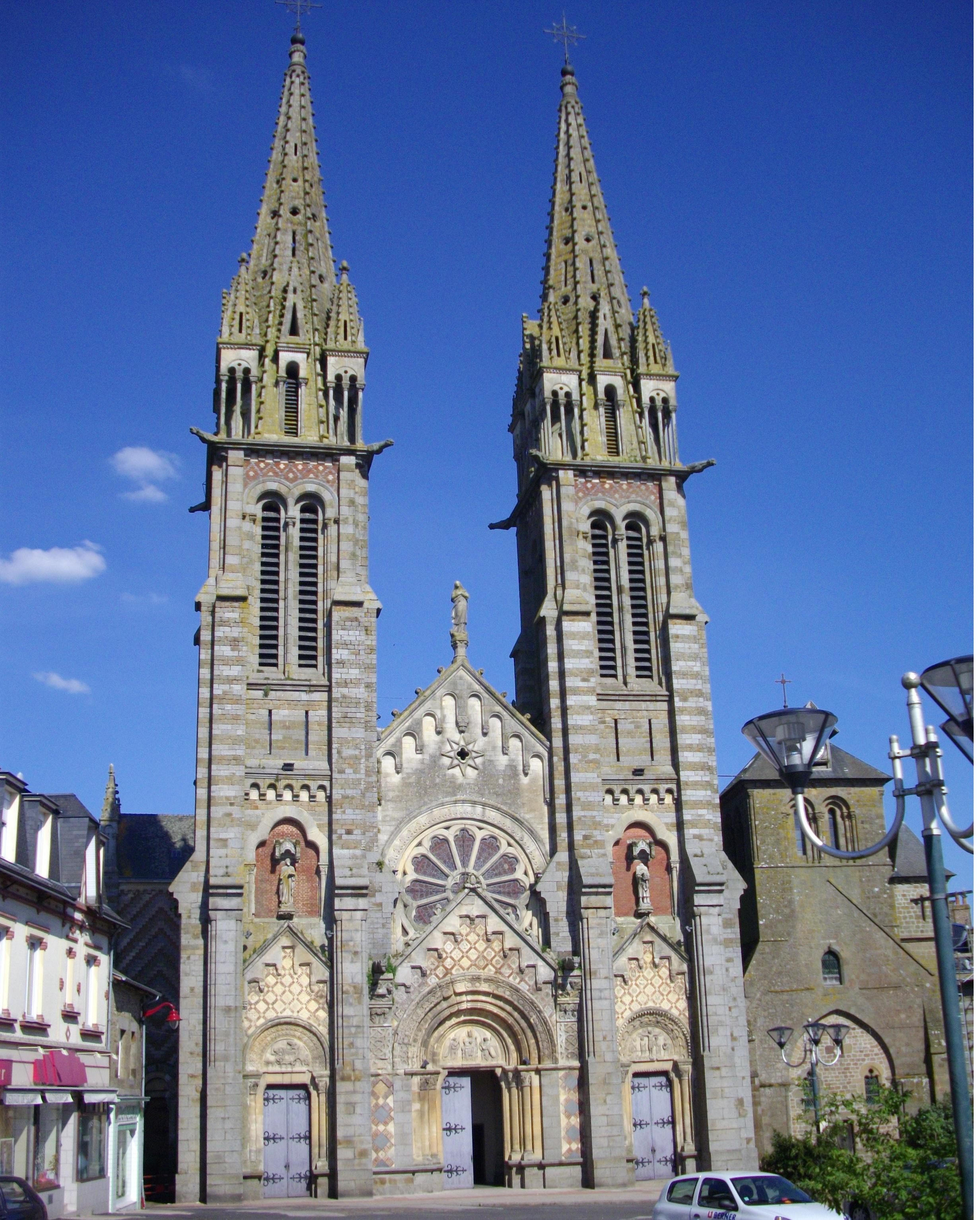
Церковь Нотр-Дам
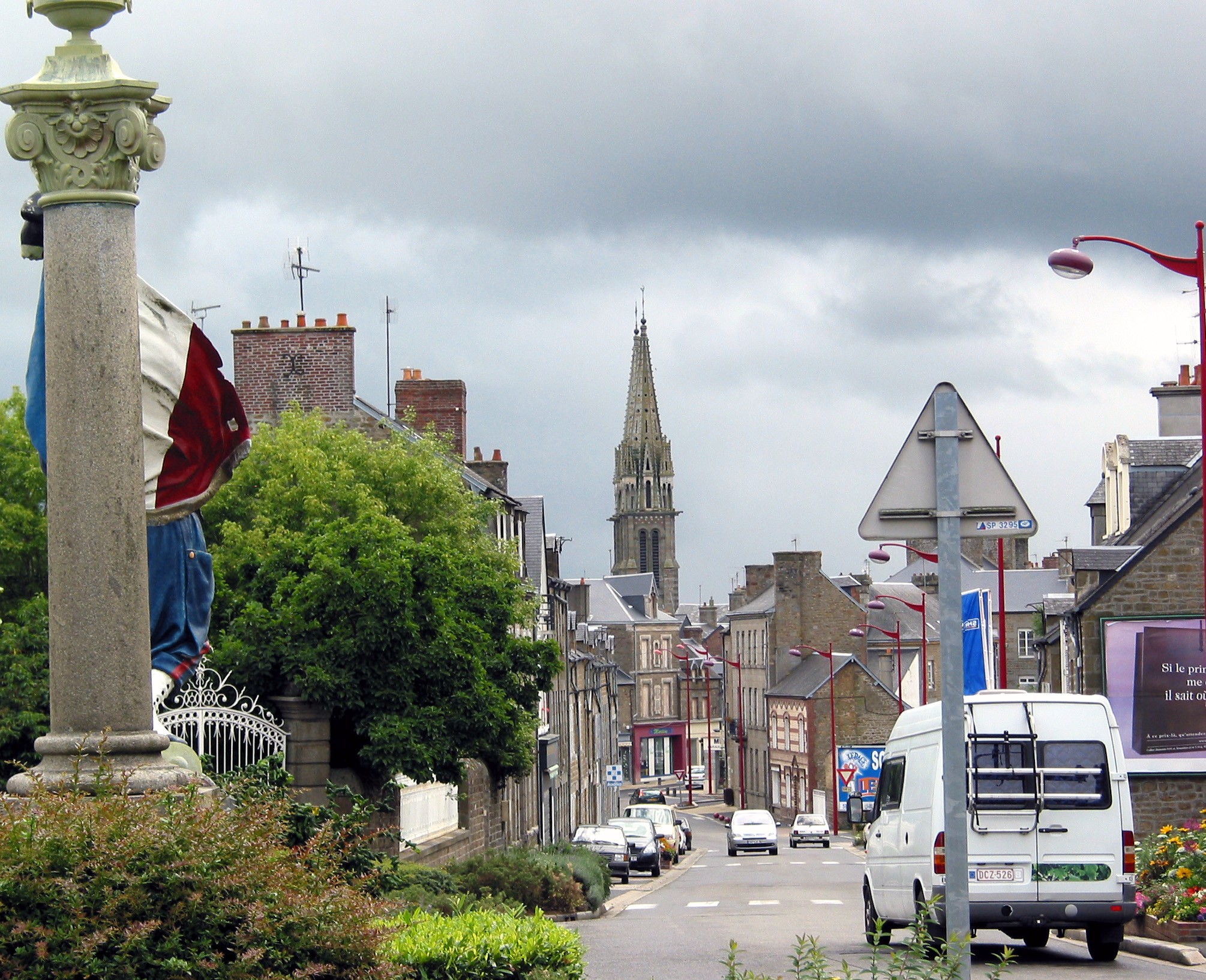
Авеню Тьера